# Причастность БАПОР к нападению ХАМАСа на Израиль
26 января 2024 года Ближневосточное агентство ООН для помощи палестинским беженцам и организации работ (БАПОР) объявило, что расследует обвинения, представленные ему Израилем за несколько дней до этого, о причастности его сотрудников к нападению ХАМАС на Израиль 7 октября. Генеральный комиссар БАПОР Филипп Лазарини отметил, что заявленные Израилем сотрудники уволены и начато расследование, а уличённые в терроризме также понесут и уголовную ответственность.
Ряд сотрудников ООН, предположительно, членов террористических организаций ХАМАС и Палестинский исламский джихад (ПИД), или связанных с ними, были обвинены Израилем в причастности к захвату заложников, раздаче боеприпасов, координации нападений и участии в массовых убийствах. Согласно израильскому разведывательному досье, полученному изданием Wall Street Journal, около 1200 из 12 000 сотрудников БАПОР в секторе Газа имеют связи с террористами.
По данным Израиля, в нападениях террористов 7 октября принимали участие сотрудники ООН из БАПОР, и при этом использовались помещения и транспортные средства БАПОР. Было собрано досье, «инкриминирующее нескольким сотрудникам БАПОР их предполагаемое участие в резне, а также доказательства, указывающие на использование объектов БАПОР в террористических целях». Израиль также утверждает, что между БАПОР и ХАМАС существует структурная связь, а приведённые на данный момент имена являются «лишь верхушкой айсберга».
В январе 2024 года в отношении 12 сотрудников БАПОР Израилем были выдвинуты обвинения в причастности к резне в окрестностях сектора Газа. 28 января генсек ООН Антониу Гутерриш заявил, что 9 из 12 обвинённых были уволены, 1 скончался, а личности 2 других лиц, причастных к этому делу, находятся на стадии выяснения. БАПОР заявило в февральском отчёте, что ряд показаний его сотрудников были получены под пытками, 9 февраля 2024 года уточнило, что увольнение сотрудников произошло без оценки доказательств из-за спешки, а 19 февраля заявило, что Израиль не предоставил доказательств своих обвинений. Однако 5 августа, по итогам расследования, затронувшего 19 сотрудников, заместитель официального представителя генсека ООН Фархан Хак заявил, что в отношении ещё 9 человек (помимо 12, уволенных ранее) «доказательств было достаточно, чтобы сделать вывод о том, что они могли быть причастны к атакам 7 октября». Он добавил, что эти сотрудники также будут уволены из БАПОР.
Жертвы нападения 7 октября и их семьи подали судебный иск против БАПОР и его руководителей. ООН, в свою очередь, запросила для сотрудников БАПОР судебный иммунитет.

## Предыстория

### История взаимосвязи БАПОР и ХАМАС
На протяжении предшествовавших десятилетий БАПОР многократно обвинялось в тесном сотрудничестве с ХАМАС и другими вооружёнными исламистскими группировками в секторе Газа, включая массовый найм на работу членов ХАМАС.
«О, я уверен, что на зарплате у БАПОР есть члены ХАМАС, и я не считаю это преступлением».
В 2000—2004 годах 13 сотрудников БАПОР были арестованы по подозрению в участии в террористической деятельности различных группировок, в том числе ХАМАС. В частности, один из них, Нахед Аттала, занимавший должность директора по снабжению продовольствием в офисе БАПОР в секторе Газа, использовал предоставленные ООН транспортные средства и пропуск на проезд без досмотра для содействия террористической деятельности Комитетов народного сопротивления (союза радикальных группировок, включающего в себя ХАМАС), перевозя террористов, оружие и взрывчатку.
Со стороны сотрудников БАПОР отмечались массовые антисемитские высказывания и поддержка терроризма в социальных сетях, включая призывы к уничтожению Израиля и убийству евреев, а также прославление Гитлера. Агентство обучает палестинских детей по учебникам, подстрекающим к терроризму, в которых Израиля нет на карте, а Холокост не упоминается; учителя БАПОР были многократно уличены в антисемитской и антиизраильской пропаганде. Учебные объекты БАПОР, предназначенные для детей, одновременно использовались в качестве тренировочных баз боевиков, огневых позиций, складов оружия и мест входа в сеть туннелей ХАМАС. Сухейль аль-Хинди, руководивший профсоюзом учителей БАПОР в секторе Газа, одновременно входил в политбюро ХАМАС вместе с Яхьей Синваром.

### Вторжение 7 октября
7 октября 2023 года террористы ХАМАС на праздник Симхат-Тора совершили внезапное нападение на Израиль из сектора Газа, убив 1200 человек, преимущественно гражданских лиц. Боевики захватывали гражданские и военные объекты, убивая и калеча жителей Израиля. Так, в резне на фестивале Нова погибли 364 молодых человека. В результате нападения тысячи людей получили ранения, сотни получили тяжёлые ранения. Террористы также совершали многочисленные акты сексуального насилия. Кроме того, около 250 израильских гражданских лиц и солдат были похищены и взяты в качестве заложников в сектор Газа, в том числе 30 детей. 7 октября 2023 года стало самым кровавым днём в истории Израиля и самым смертоносным для евреев со времён Холокоста. Вскоре после вторжения отмечалось, что 20 учителей БАПОР праздновали это событие в социальных сетях; 10 января 2024 года стало известно о Telegram-канале 3000 учителей БАПОР в секторе Газа, где также прославлялась резня 7 октября и её участники, и звучали призывы к убийству израильских заложников.
В ответ на вторжение Израиль объявил ХАМАС войну, нанёс авиаудары и начал полномасштабное наступление на сектор Газа с заявленной целью уничтожить группировку и добиться освобождения заложников.
В конце декабря 2023 года газета Times of Israel сообщила о содержании «секретного доклада министерства иностранных дел высокого уровня», в котором излагается трехэтапный план по вытеснению БАПОР из послевоенного сектора Газа, причём первый шаг включает «всеобъемлющий отчет о сотрудничестве БАПОР с террористами ХАМАС».

## Обвинения

### Первоначальный список из 12 человек
За несколько дней до 26 января Израиль представил БАПОР обвинения в том, что к нападениям 7 октября 2023 года причастны 12 сотрудников агентства; как сообщается, часть данных была основана на собранной документации, а часть — получена в ходе допросов задержанных боевиков. По данным Израиля, хотя он и ранее располагал информацией о взаимосвязи агентства с ХАМАС, за две недели до выдвижения обвинений он связал её с дополнительными разведданными, «подтвердившими оценку, что сотрудники БАПОР были замешаны в атаке террористов ХАМАС на Израиль».

### Характер и масштабы обвинений
Израиль утверждает об использовании в ходе нападений 7 октября помещений и транспортных средств БАПОР. Израиль также заявил, что собрал досье, «инкриминирующее нескольким сотрудникам БАПОР их предполагаемое участие в резне, а также доказательства, указывающие на использование объектов БАПОР в террористических целях». По информации Израиля, между БАПОР и ХАМАС существует структурная связь, а приведённые на данный момент имена являются «лишь верхушкой айсберга». Согласно разведывательному досье, на которое ссылается Wall Street Journal, около 1200 из 12 000 сотрудников БАПОР в секторе Газа (10 %) связаны с ХАМАС и Палестинским исламским джихадом (ПИД), и половина всех сотрудников БАПОР в секторе находятся в близком родстве с членами данных группировок. 190 сотрудников БАПОР, по данным агентства Reuters, были охарактеризованы досье как «закалённые боевики» и «убийцы».
28 января газета «Исраэль Хайом» сообщила, что Израиль владел этой информацией в течение длительного времени, но не решался обнародовать её, поскольку считал БАПОР единственной функциональной структурой в секторе Газа, без которой «воцарился бы хаос». Согласно источникам «Исраэль Хайом», Израиль не знал, почему БАПОР и Соединённые Штаты решили действовать на основании этой информации именно в январе; предположительно, действия США могли быть вызваны слушаниями в Комитете Палаты представителей по иностранным делам 30 января, на которых, как ожидалось, должна была быть раскрыта ещё более компрометирующая информация о БАПОР.

### Доказательная база
Израильская сторона заявила, приведя не менее 42 конкретных примеров, о массовом участии сотрудников БАПОР в террористической деятельности с использованием объектов и других материальных ресурсов агентства, продолжившемся и после нападения 7 октября 2023 года. В частности, Израиль представил копии писем от боевого крыла ХАМАС в министерство образования Газы с просьбой освободить учителей БАПОР от работы, чтобы они могли участвовать в военных тренировках. В офисах БАПОР в Газе были обнаружены оружие и документы, подтверждающие их использование ХАМАСом в террористических целях. Непосредственно под штаб-квартирой БАПОР и вблизи его школы был обнаружен туннель террористов, где было найдено многочисленное оборудование, оружие и дата-центр с серверами ХАМАС, использовавшиеся группировкой для организации секретной связи и передачи информации. Оборудование ХАМАС было подключено к сети электроснабжения здания БАПОР. Агентство заявило, что ничего не знало об этом. Одна из освобождённых заложниц, Дица Хейман, показала, что её держал в заточении в здании с логотипом БАПОР один из учителей агентства.

### Дополнительный список из 100 человек
В начале июля 2024 года Израиль представил главе БАПОР и международным спонсорам агентства список из 100 сотрудников БАПОР, являющихся, по его сведениям, боевиками ХАМАС и ПИД, с указанием данных их удостоверений личности и военных билетов, и потребовал немедленно расторгнуть трудовые отношения с членами этих группировок. Представитель Израиля отметил, что список включал в себя лишь «малую часть» нанятых БАПОР боевиков, и заявил о намерении предоставить в будущем данные о других таких сотрудниках.

## Иск жертв и их семей к БАПОР
24 июня 2024 года более 100 жертв и родственников жертв нападения ХАМАС на Израиль 7 октября 2023 года подали в США судебный иск, требуя от БАПОР возмещения ущерба в размере 1 миллиарда долларов, обвинив агентство в пособничестве и подстрекательстве к нападению террористической группировки. В исковом заявлении (занявшем 167 страниц) в качестве ответчиков названы БАПОР, а также семь его бывших и нынешних руководителей, включая Филиппа Ладзарини. В заявлении указано, что БАПОР, координировавшее почти всю помощь Газе, позволило ХАМАС использовать свои объекты для хранения оружия, построить туннели и командные центры под своими объектами, а также перекачивало деньги в казну террористической группировки. «ХАМАС совершал эти зверства не без помощи извне», — говорится в иске. «Ответчиков неоднократно предупреждали, что их политика напрямую оказывает помощь ХАМАС. Несмотря на эти предупреждения, ответчики продолжали проводить ровно ту же политику».

## Реакция ООН и БАПОР

### Первоначальные заявления
В своих интервью от 18 и 19 января глава БАПОР Филипп Ладзарини заявил, что происходит много «кампаний клеветы», и что планируется привлечь «третью сторону» для «независимого рассмотрения» выдвинутых обвинений и того, что в них «неискренне» и «политически мотивировано». 

### Увольнение сотрудников (январь 2024)
28 января 2024 года генеральный секретарь ООН Антониу Гутерриш заявил, что из 12 сотрудников БАПОР, обвинённых за несколько дней до этого в причастности к резне в окрестностях сектора Газа, 9 были уволены, 1 скончался, а личности 2 других лиц, причастных к этому делу, находятся на стадии выяснения. При этом было заявлено, что «любой сотрудник ООН, причастный к актам терроризма, будет привлечен к ответственности, в том числе путём уголовного преследования». Вскоре, 9 февраля 2024 года, БАПОР уточнило, что увольнение сотрудников произошло без оценки доказательств из-за спешки, а 19 февраля заявило, что Израиль не предоставил доказательств своих обвинений.

### Расследование и отчёт (февраль — апрель 2024)
5 февраля ООН назначила комиссию по расследованию обвинений, включив в неё три исследовательских центра: Институт прав человека и гуманитарного права Рауля Валленберга (Швеция), Институт Кристиана Михельсена (Норвегия) и Датский институт по правам человека. Главой комиссии была назначена Катрин Колонна, ранее возглавлявшая министерство иностранных дел Франции. Израиль, в свою очередь, обязался представить комиссии доказательства. В промежуточном отчёте от 20 марта комиссия нашла, что «БАПОР располагает значительным количеством механизмов и процедур для обеспечения соблюдения гуманитарного принципа нейтралитета».
Состав комиссии подвергся критике за предвзятость, поскольку её глава Колонна, как и все три вошедшие в неё организации, включая многих сотрудников, ранее многократно публично демонстрировали враждебность по отношению к Израилю и положительное отношение к БАПОР и его работе, в том числе вслед за новыми обвинениями БАПОР в связях с ХАМАС после 7 октября. Аффилированность Колонны с французским правительством, активно поддерживающим БАПОР как финансово, так и политически, также стала причиной обвинений в конфликте интересов и необъективности.
Пресс-секретарь генсека ООН Стефан Дюжаррик заявил, что Колонна была назначена её главой, чтобы «успокоить тех спонсоров, у которых могут возникнуть сомнения»; сама она заявила 22 февраля, что «цель <…> состоит в том, чтобы дать возможность спонсорам, крупнейшим среди них, а фактически всем, восстановить уверенность, когда они её потеряли или засомневались в методах работы БАПОР». В связи с этим НКО UN Watch отметило, что «как ООН, так и г-жа Колонна планировали заранее предопределённый результат по обеспечению восстановления финансирования».
Комиссия предоставила окончательный отчёт 22 апреля.

### Увольнение сотрудников (август 2024)
5 августа 2024 года, по итогам расследования комиссии, помимо ранее обвинённых 12 сотрудников, ещё 9 сотрудников БАПОР из 19, затронутых расследованием, были также уволены, поскольку «доказательств было достаточно, чтобы сделать вывод о том, что они могли быть причастны к атакам 7 октября».

### Обвинения в получении показаний под пытками
БАПОР заявляло в февральском отчёте, что израильские силовики задержали и пытали его сотрудников; сотрудники обвинили их в «избиениях, лишении сна, сексуализированном насилии и угрозах такового в отношении как мужчин, так и женщин». Задержанные заявили, что их раздевали до белья, или, в некоторых случаях, догола. Согласно отчёту, они были «заставлены дать ложные оказания против агентства, включая показания о связях агентства с ХАМАС и об участии сотрудников БАПОР в зверствах 7 октября 2023 года» избиениями, пытками водой и угрозами их семьям.
Директор по связям с общественностью БАПОР заявил, что «после конца войны потребуется ряд расследований всех нарушений прав человека». Представители ЦАХАЛа заявили, что они расследуют «жалобы о неподобающем поведении». Всемирная организация против пыток в ответ на отчёт БАПОР осудила Израиль, заявив, что «как пытки, так и использование такой информации [данной под пытками] нарушает Конвенцию ООН против пыток».

### Требование ООН судебного иммунитета для БАПОР
ООН подала в суд США документ, в котором утверждается, что сотрудники БАПОР должны быть защищены от судебного преследования. По данным израильских СМИ, этот запрос также получил поддержку Министерства юстиции США; адвокаты жертв резни и их семей, в свою очередь, готовят ответ.

## Международная реакция
Споры вызвали международное осуждение БАПОР со стороны различных стран, включая США, Великобританию, Канаду, Австралию, Италию Финляндию, Германию, Исландию, Нидерланды, Швейцарию, Францию, Эстонию, Японию, и Австрию, которые прекратили финансирование агентства в ожидании дальнейшего развития событий. В 2022 году эти страны предоставили БАПОР в общей сложности 739 миллионов долларов США финансирования из общего годового бюджета в 1113 миллионов (66 %).
В ответ ряд европейских стран сообщили об увеличении выделяемых БАПОР средств: Ирландия выделила организации дополнительно 20 млн евро, Испания 3,5 млн, а Португалия 1 млн евро. Глава БАПОР также обратился с призывом к нефтедобывающим странам Персидского залива увеличить их долю в бюджете организации.
В течение нескольких месяцев большинство спонсоров БАПОР, кроме США и Новой Зеландии, возобновили финансирование.